# Каштел Бенковић
Каштел Бенковић је средњовјековни каштел и културно добро у Бенковцу. Датира из друге половине 15. вијека. Класификован је као профана градитељска баштина. Није под заштитом Унеска. У просторијама каштела налази се Завичајни музеј Бенковац.
Најуочљивији је културно-историјски споменик у Бенковцу. Налази се на брежуљку који доминира околним подручјем. Каштел је добио име по хрватској великашкој породици Бенковић, која га је и изградила. Изградњом овог утврђења почиње и историја града Бенковца.
На сјеверу каштела се налази висока четвртаста кула „донжон”. За вријеме османске владавине каштел је ојачан с јужне стране с двије мање кружне куле на угловима. Кортине су равне, а на врху опхода завршавају зупцима. У главној кули каштела сачувано је више стријелница. Са спољашње југоисточне стране каштела саграђена је црква Светог Анте која је посљедњи пут преграђена 1743. годгодине у барокном стилу са звоником на преслицу.